# Niederschönenfeld
Niederschönenfeld – miejscowość i gmina w Niemczech, w kraju związkowym Bawaria, w rejencji Szwabia, w regionie Augsburg, w powiecie Donau-Ries, wchodzi w skład wspólnoty administracyjnej Rain. Leży około 12 km na wschód od Donauwörth, nad Friedberger Ach.

## Dzielnice
W skład gminy wchodzą następujące dzielnice:
- Feldheim
- Niederschönenfeld

## Polityka
Wójtem gminy jest Peter Mahl, rada gminy składa się z 12 osób.
|      | UBB Feldheim | FWG | Razem |
| 2008 | 7            | 5   | 12    |
| 2002 | 7            | 5   | 12    |

### Współpraca
Miejscowości partnerskie:
- Feldheim, Brandenburgia
- Plestin-les-Grèves, Francja